# Pásztor Emil
Pásztor Emil (Budapest, 1926. április 18. – Gyömrő, 2015. január 10.) Széchenyi-díjas orvos, ideggyógyász, idegsebész, egyetemi tanár, a Magyar Tudományos Akadémia rendes tagja. Kutatási területe az agy keringési zavarai és a koponyaűri elváltozások voltak. Jelentős munkássága a koponyaűri térfoglaló daganatos és vérzéses folyamatok és nyomásfokozódások területén. Ennek kapcsán munkatársaival kidolgozta a hidrogén-gáz kimosásos rendszert, amely elősegíti az ilyen kórképek hatékonyabb vizsgálatát. Jelentősek a témával kapcsolatos klinikai műtéti megoldásai is. 1971 és 1975 között az Országos Idegsebészeti Tudományos Intézet főigazgató-helyettese, majd 1993-ig főigazgatója volt.

## Életpályája
1944-ben érettségizett a budapesti Szent László Gimnáziumban, majd felvették a Pázmány Péter Tudományegyetem Orvostudományi Karára, ahol 1950-ben szerzett orvosi diplomát az immár önálló intézménnyé vált Budapesti Orvostudományi Egyetemen. Ezt követően az egyetem idegklinikáján kapott gyakornoki állást. 1954-ben az Országos Idegsebészeti Tudományos Intézet munkatársa lett, ahol tudományos pályafutásának jelentős részét töltötte. A ranglétrát (tudományos munkatárs, tudományos főmunkatárs) végigjárva 1973-ban az intézet kutatóprofesszorává nevezték ki. Előtte két évvel az intézet egyik főigazgató-helyettesévé, majd 1975-ben főigazgatóvá nevezték ki. Főigazgatói ciklusai során továbbfejlődött az intézet, korszerűbb műszereket kapott, valamint bővültek a külföldi kapcsolatai is. Az intézetet tizennyolc éven keresztül irányította. 1974-ben a Semmelweis Orvostudományi Egyetem címzetes egyetemi tanárrá avatta. 1977-től az intézettel szoros együttműködésben lévő Orvostovábbképző Intézet (1986-tól Orvostovábbképző Egyetem, 1993 és 2000 között Haynal Imre Egészségtudományi Egyetem) idegsebészeti tanszékének vezetőjévé nevezték ki egyetemi tanári beosztásban. Innen 1996-ban, hetvenedik életéve betöltésekor vonult nyugdíjba, majd 1997-ben professor emeritusszá avatták. A HIETE Semmelweis Egyetembe való beolvadásakor az egyetem idegsebészeti tanszékén oktatott tovább.
1956-ban védte meg orvostudományi kandidátusi, 1971-ben akadémiai doktori értekezését. Az MTA több orvostudományi bizottságának lett tagja. 1976-ban a Magyar Tudományos Akadémia levelező, 1987-ben rendes tagjává választották. Ezenkívül a párizsi székhelyű Académie Européenne des sciences, des arts et des lettres (Európai Tudományos, Művészeti és Irodalmi Akadémia) és az Orosz Orvostudományi Akadémia is felvette tagjai sorába. Számos idegsebészeti társaságban vállalt aktív szerepet: a Magyar Idegsebészeti Társaságnak 1986 és 1990 között, az Európai Idegsebészeti Társaságnak 1987 és 1991 között elnöke volt. Emellett vezette az Eurázsiai Idegsebészeti Akadémiát (1988–1990). Ezenkívül az Amerikai, a Bolgár, a Görög, a Japán és a Kubai Idegsebészeti Társaság, valamint a Royal Society of Medicine Neurological Section tiszteleti, az Olasz és a Skandináv Idegsebészeti Társaság levelező tagja lett. Több tudományos szakfolyóirat szerkesztőbizottságába is bekerült, így az Acta Chirurgica, az Advances and Technical Standards in Neurosurgery, a Neurological Research, a Progress in Neurosurgical and Neurological Surgery and Neurosurgical Reviews, valamint a Surgical Neurology. Közleményeit magyar, angol és orosz nyelven adta közre.

## Díjai, elismerései
- Herbert Olivecrona-díj (1993)
- Markusovszky-emlékérem
- Széchenyi-díj (1996)
- A Magyar Köztársasági Érdemrend középkeresztje (2011)

## Főbb publikációi
- Idegsebészeti alapismeretek (1976)
- Concise Neurosurgery (társszerző, 1980)
- Operálható idegbetegségek (1985)
- Új eredmények a hypophysis adenoma sebészi kezelésében és kutatásában (1990)
- Autotransplantation of superior cervical ganglion to the caudate in three patients with Parkinson's disease (társszerző, 1990)
- Transoral approach to anterior brain stem compression (1992)
- Idegsebészet (egyetemi tankönyv, társszerző, 1995)
- Intraligamentous cervical disc herniation (1998)